# 카이프 칸
카이프 칸(Kaip Khan, 1715~1718년)은 카자흐의 칸을 부르는 이름이다. 이들은 아불카이르(Abulkhair)와 경쟁관계였다.

## 같이 보기
- 히바
- 아야구즈 강 (Ayaguz River)